# Eckernförder SV
Der Eckernförder Sportverein von 1923 e. V. ist ein deutscher Fußballverein aus Eckernförde mit über 500 Mitgliedern. In der Vergangenheit gab es im Verein auch eine Tischtennisabteilung (1945 bis 2007) sowie auch Tennis-, Leichtathletik-, Box-, Feld-Handball-, Mutter-Kind-Turn- und Gymnastiksparten.

## Geschichte
Der Verein wurde als Fußballverein am 2. Mai 1923 als Nachfolger der aus dem ehemaligen Fußballclub „FC Harmonia Eckernförde“ 1919 entstandenen und mit Gründung des ESV gleichzeitig aufgelösten Fußballabteilung des „Eckernförder Männer-Turnvereins“ (EMTV) ins Leben gerufen. Vermutlich war die Diskussion um die so genannte Reinliche Scheidung zwischen Turnverbänden einerseits und Sportverbänden andererseits, die vorwiegend ab Ende 1923 vollzogen wurde, der Anlass für die Wiederabtrennung der Fußballsparte vom EMTV. Harmonia Eckernförde selbst soll nach einer Quelle angeblich bereits als Fußballspartenabspaltung aus dem EMTV hervorgegangen sein.
45 Sportfreunde nahmen 1923 an der Gründungsversammlung des Eckernförder SV von 1923 in „Schäfers Gasthaus“ teil.
Einen ersten Fußballverein mit dem Namen Eckernförder SV gab es bereits ab 1912; unbekannt ist, ob jener Eckernförder SV neben dem FC Harmonia Eckernförde und der EMTV-Fußballabteilung auch bereits als Vorgängerverein des 1923 gegründeten Vereins zu werten ist. Da seit 1907 immer nur ein Fußballverein aus Eckernförde in den DFB-Jahrbüchern genannt wurde, ist nicht auszuschließen, dass darüber hinaus ebenfalls der FC von 1907 Eckernförde und der FC Preußen 1911 Eckernförde Vorgängervereine des heutigen Eckernförder SV waren. Der „Stammbaum“ des Vereins könnte mithin wie folgt aussehen: FC von 1907 Eckernförde → FC Preußen 1911 Eckernförde → Eckernförder SV → (Eckernförder Männer-Turnverein ?) → FC Harmonia Eckernförde → Eckernförder Männer-Turnverein → Eckernförder SV.
Über den rein sportlichen Bereich des Eckernförder SV aus den Jahren vor 1940 ist relativ wenig bekannt: 1927 schloss sich mit Werner Kuhnt einer der besten deutschen Torhüter jener Zeit dem Verein an (Auswahlspieler Berlin-Brandenburgs, 1 Länderspiel für Deutschland), 1927 gewann der Verein den Kreispokal in Kiel (4:1 gegen Plöner BV), 1937 wurde der ESV Kreisklassenmeister Kiel und scheiterte anschließend in den Aufstiegsspielen zur zweitklassigen Bezirksliga am Luftwaffensportverein Schleswig (0:5 auf heimischen Platz am 30. Mai 1937, 2:1-Sieg in Schleswig am 4. Juni 1937). Vor Einführung der Gauligen war der Verein aber zwischen 1929 und 1933 schon einmal zweitklassig. Außer Kuhnt sind nur wenige Spieler aus der Frühzeit des Vereins bekannt – zu ihnen gehören die späteren Vereinsvorsitzenden Willi Brase (1941–1945 und 1967–1969) und Willi Haß (1923–1927 und 1950–1958), die auch Gründungsmitglieder waren. Gelegentlich wurden in den Anfangsjahren auch Freundschaftsspiele gegen den ein Jahr nach dem ESV (also 1924) gegründeten VfR Eckernförde ausgetragen, was eigentlich seinerzeit nicht gestattet war, da der VfR in den Ligen der damaligen DFB-Konkurrenz des Arbeitersportes (ATSB) kickte (und 1926 Kieler ATSB-Bezirksmeister wurde).
Seine „Blütezeit“ als Fußballverein erlebte der Eckernförder SV zwischen 1941 und 1956 als – nach den damaligen Spielklasseneinteilungen – Erst- und Zweitligist. Diese Vereinsperiode wurde stark durch den Zweiten Weltkrieg und dessen Folgen geprägt. Zunächst kamen während des Krieges mit den für die in Eckernförde ansässige Rüstungsindustrie, der Torpedo-Versuchsanstalt (TVA), benötigten Arbeitskräften (zuletzt nach Angaben bis zu 10.000) aus dem ganzen Reich auch gute Fußballspieler in die Stadt an der Ostsee und schlossen sich entweder der Betriebssportgemeinschaft TVA Eckernförde oder dem Eckernförder SV an. Die bekanntesten Fußballspieler des ESV gelangten (mit Ausnahme des Hamburgers Herbert Panse, der im Laufe der Saison 1946/47 zum ESV kam) mit der Flüchtlingswelle nach dem Zweiten Weltkrieg in die von Bomben nahezu verschont gebliebene Ostseestadt, deren Einwohnerzahl durch den Flüchtlingsstrom allein im Kalenderjahr 1945 von gut 16.000 auf gut 26.000 anschwoll und zwischenzeitlich im Mai sogar mit den rund 45.000 Flüchtlingen in der Stadt um die 60.000 betrug. Diese Welle führte ab 1945 allein schon mindestens vier Spieler zum ESV, die zuvor für den zuletzt fünfmaligen Ostpreußen-Meister VfB Königsberg gegen den Ball getreten hatten und auch in der ostpreußischen Auswahlmannschaft zum Einsatz kamen. Dass so kurz nach dem Krieg die Nahrungsmittelversorgung von Vereinsseite gesichert wurde, dürfte für manch einen Spieler Anreiz genug gewesen sein, zunächst für den ESV die Fußballstiefel zu schnüren. Anders als bei etlichen anderen schleswig-holsteinischen Vereinen, deren Mannschaften mit Ausnahme von zwei bis vier Spielern nur aus Flüchtlingen bestanden, spielten beim ESV auch diverse heimische Spieler nach dem Krieg mit.
Die Versorgung der ESV-Mannschaft verbesserte sich 1946 weiter, als der ESV von der britischen Militärregierung dazu auserkoren wurde, künftig regelmäßig Spiele gegen die Britische Militärauswahlmannschaft Schleswig-Holsteins zu bestreiten: fortan wurden die Spieler nach jedem Spiel gegen die Briten in ein Eckernförder Hotel zum Essen und Trinken satt eingeladen. Spielertrainer Kurt Baluses hatte zuvor dem Ansinnen der Briten entgegnet: wenn seine Mannschaft nichts zu essen bekäme, könne sie auch nicht spielen; nur von Rüben und Maisbrot könne man kein ordentlicher Fußballspieler sein. Der britische Militärgouverneur für Schleswig-Holstein William Asbury übernahm 1948 die Schirmherrschaft für den ESV.

### Sportliche Erfolge in den 1940er Jahren

#### Bis Ende des Zweiten Weltkrieges
So kam es, dass der Eckernförder SV 1941 zusammen mit dem Lokalrivalen TVA Eckernförde, der ebenfalls für seine Heimspiele den ESV-Platz nutzte, zunächst in die Bezirksliga Schleswig-Holstein aufstieg, der damals zweithöchsten Spielklasse hinter der „Gauliga Nordmark“. Beide Teams spielten zusammen mit Luftwaffen-SV Schleswig, SV Ellerbek, SC Friedrichsort 08, VfB Kiel, Comet Kiel und Luftwaffen-SV Holtenau in der Weststaffel der vierstaffeligen Bezirksliga. Am 5. Oktober 1941 unterlag des ESV dem Ortsrivalen mit 3:7. Eine Saison später (1942/43) wurden die Bezirke in Sportkreise und die Bezirksliga offiziell in Kreisgruppe umbenannt und in nur noch drei Staffeln mit elf (statt bisher acht) Teams aufgeteilt; ESV wie TVA kamen in die Staffel „C“, die auch Nordstaffel genannt wurde. Außer TVA Eckernförde waren die Gegner in der Saison 1942/43: Flensburg 08, VfR Neumünster (als: Neumünster 1910), Rendsburger TSV, VfB Kiel, Post-SV Kiel, Kronsburg Kiel, Brunswik Kiel, Land und See (aus Neumünster) und Germaniawerft Kiel. 1942 wie 1943 landete der Verein auf Platz zwei.
1944 wurde der Eckernförder SV Meister der Staffel „B“, punktegleich aufgrund des besseren Torverhältnisses vor Flensburg 08, nachdem die ersten beiden Heimspiele des ESV gegen Flensburg 08 (2:2 und 3:3) annulliert wurden und erst das dritte Heimspiel gegen die Rumstädter (5:2 am 11. Juni 1944) zählte. Die erste Begegnung wurde wegen einer Schiedsrichterfehlentscheidung, die zweite aufgrund nicht spielberechtigter Spieler auf Seiten von 08 annulliert. Weitere Gegner dieser Saison waren Union-Teutonia Kiel, SG Kronsburg Kiel, VfR Neumünster (in Neumünster gab es am 14. November 1943 einen 9:2-Sieg des ESV), Post-SV Kiel, Rendsburger TSV, Kriegsmarine Neumünster sowie Deutsche Werke Friedrichsort. Nach einer Aufstiegsrunde (2 von 3) stiegen beide Eckernförder Vereine (trotz der 1:6-Klatsche des ESV gegen TVA Eckernförde, dem Meister der Staffel „A“, in der Aufstiegsrunde) – erneut gemeinsam – in die „Gauliga Schleswig-Holstein“ auf – kriegsbedingt war die „Gauliga Nordmark“ zuvor (1942) aufgeteilt worden. Einer 2:4-Niederlage des ESV bei Ordnungspolizei Lübeck (heute: VfB Lübeck) am 13. August 1944 folgte ein 4:2-Sieg gegen TVA Eckernförde im einzigen Eckernförder Erstliga-Lokalderby am 10. September 1944 und danach schon der kriegsbedingte Spielbetriebsabbruch der Gauliga. Für beide Eckernförder Vertreter erwies sich ihre Gauligazugehörigkeit als ein sehr kurzes Last-Minute-Gauliga-Gastspiel. Das Lokalderby wurde noch „auf dem Bystedtredder“, also dem Martin-Kruse-Platz ausgetragen; erst im März 1945 wurde der Fußballplatz zum Gartenland umgepflügt und der ESV musste bis Juni 1949 zunächst seine Spiele auf dem Exer, später auf dem Carlshöhe-Sportplatz absolvieren.
Vorübergehend ab September 1944 bis zur Auflösung von TVA Eckernförde war es auch in Eckernförde – wie zuvor schon überall im Reich zwischen diversen Sportclubs – zu einer Kriegsspielgemeinschaft aus ESV und TVA gekommen. Zumindest zwei Begegnungen der KSG Eckernförde (mit einem Sieg und einer Niederlage) wurden im Rahmen einer Punkterunde der nach Abbruch der Gauligasaison Schleswig-Holstein 1944/45 eingeführten so genannten Gauliga Schleswig-Holstein, Staffel Kiel (und zwar in der Punkterunde mit dem Umland, es gab parallel dazu auch einen rein Kieler Wettbewerb) ausgetragen, der alle zwei Wochen stattfinden sollte. Geplant war auch, dass zusätzlich zu den Kieler und Eckernförder Teams Mannschaften aus Neumünster an dieser Punkterunde teilnehmen.

#### Nach dem Zweiten Weltkrieg
Erstklassig blieb der Eckernförder SV zunächst in den folgenden zwei Jahren nach Ende des Zweiten Weltkrieges, auch wenn die Erstklassigkeit in der britischen Besatzungszone (im Gegensatz zur amerikanischen und französischen) zuerst nur auf die Bezirksebenen beschränkt war. Eigentlich sollten Sportorganisationen (Sportvereine, -verbände, -vereinigungen etc.) nach der Direktive 23 des Alliierten Kontrollrats vom 17. Dezember 1945, Nr. 4a, 4b, sogar örtlichen Charakter besitzen und nur auf die Kreisebene beschränkt wirken dürfen, aber selbst in der britischen Zone sah man das nicht gar zu eng und wich fast überall von dieser Vorgabe ab. Ob überhaupt bei Verabschiedung dieser Direktive an politische Kreise, wie meist unterstellt, gedacht war, oder ob nur an die zuletzt bestehenden Termini und Definitionen der Begriffe Sportkreis und örtlicher Charakter angeknüpft wurde, ist ungewiss: seit 1942 war die Bezeichnung Sportbezirk in Sportkreis umbenannt und 1943 war der örtliche Charakter einer Sportveranstaltung als auf dem Gebiet einer Gaustufe stattfindenden definiert worden. Diese Regelung führte auch zu abweichenden Auslegungen und in Schleswig-Holstein dazu, dass am 13. Januar 1946 der Ligabetrieb auf Bezirksebene als höchster Ligaebene genehmigt wurde.
Vor Holstein Kiel wurde der Eckernförder SV 1946 Meister der Staffel „Schleswig-Holstein Ost A“ in der Punkterunde um die Bezirksmeisterschaft – entscheidend war der 1:0-Sieg der Eckernförder gegen Holstein Kiel durch ein Tor von Herbert Pommerenke auf dem heimischen Exer. In der Staffel B hatte sich Kilia Kiel durchgesetzt, doch dann endete die Meisterschaft wegen einer Spielsperre durch die Militärregierung ab dem 1. Mai zwecks „Reorganisierung des Sports“ vorzeitig, nachdem es zuvor schon eine winterbedingte Unterbrechung und ein dreiwöchiges Spielverbot gegeben hatte. Zu diesem Zeitpunkt hatten zwei Vereine die Punkterunde beendet, den anderen fehlte es noch an einer bis zwei Begegnungen.
Um dennoch zwei Teilnehmer des Bezirks an der Norddeutschen Meisterschaft zu ermitteln, die am letzten Juniwochenende beginnen sollte, setzte der Kieler Verband für Leibesübungen (KVL) eine Qualifikationsrunde an. Der ESV gewann 6:0 gegen den VfB Kiel (am 2. Juni) und 4:2 gegen den SC Friedrichsort 08 (am 6. Juni). Eigentlich hatten sich die Eckernförder damit für die Teilnahme schon qualifiziert, zusammen mit dem Sieger eines Wiederholungsspiels zwischen Holstein und Kilia, die sich nach Verlängerung am 2. Juni 1:1 getrennt hatten. „Aufgrund bisheriger beständiger Leistungen“ wurden vom damals zuständigen Gremium aber Kilia und Holstein als Teilnehmer nominiert. Nach einem Protest des derart ausgebooteten ESV kam es zunächst zu einem – von den britischen Militärbehörden nicht genehmigten – Entscheidungsspiel am 10. Juli 1946, das Holstein mit zwei eigens für dieses eine Spiel aus Südwestdeutschland „in einer Nacht- und Nebelaktion“ angeheuerten Spielern (es handelte sich dabei um Werner Baßler und Rudolf Jennewein, beide während des Krieges „Kriegsgastspieler“ bei Holstein) 4:2 vor 10.000 Zuschauern auf der Kieler Waldwiese gegen den ESV gewann.
Schlussendlich griff die britische Militärregierung mit einem Maßnahmenkatalog ein: sie verweigerte den Bezirk-Ost-Teams die Reisegenehmigungen zur Norddeutschen Meisterschaft, untersagte den Punktspielbetrieb in Kiel, löste den KVL auf, sperrte Holsteins Vorstand auf Lebenszeit und die Mannschaft der „Störche“ bis zum 1. Oktober 1946 – eine Episode aus dem Themenbereich „Sport kurz nach dem 2. Weltkrieg“, die dazu führte, dass keiner der beteiligten Vereine an der (später sowieso im Viertelfinale abgebrochenen) Norddeutschen Meisterschaft teilnehmen konnte. Mitbetroffen von den Maßnahmen war auch der FC Kilia Kiel.
Dieser Wettbewerb um die Qualifikation zur Norddeutschen Meisterschaft bietet auch einen Beleg dafür, wie uneinheitlich die Datenlage aus jenen Tagen zum Teil ist: Nach abweichenden Quellenangaben handelte es sich bei diesem Wettbewerb nicht um eine separate Qualifikationsrunde, sondern um den Schleswig-Holsteinischen Landespokal oder die Ausscheidungsrunde für eine vorgesehene Norddeutsche Pokalmeisterschaft.
In der folgenden Saison 1946/47 galt der Eckernförder SV als Anwärter auf einen der beiden schleswig-holsteinischen Plätze für die neue Oberliga Nord als erster Spielklasse; durch ein damals als „sensationell“ empfundenes 2:4 am 30. März 1947 beim TSV Brunsbüttelkoog blieb er in der Ausscheidungsrunde um Aufstieg und Landesmeisterschaft Schleswig-Holstein 1946/47 aber auf der Strecke. Noch einmal ging es für den Eckernförder SV im Folgejahr 1948 um den Aufstieg in die Oberliga Nord: als Meister der Staffel Nord (vor Flensburg 08) in der neu geschaffenen – und zunächst für ein Jahr dreigeteilten – Landesliga Schleswig-Holstein patzte der Eckernförder SV (ohne drei verletzte Stammspieler) jedoch erneut in der Runde um die Landesmeisterschaft, die gleichzeitig eine Aufstiegsspielvorrunde zur Oberliga Nord war – Landesmeister wurde der Itzehoer SV, kein Verein aus Schleswig-Holstein stieg auf.
Ab etwa Herbst 1946 war der ESV in der Lage, Gastmannschaften zu bewirten, was dazu führte, dass seinerzeit erstklassige Mannschaften aus dem gesamten Norden und Westen Deutschlands gerne zu Freundschaftsspielen nach Eckernförde anreisten und gesättigt zwar und mit Kieler Sprotten und 'ner Kiste Bier im Gepäck, aber nicht immer mit einem Sieg in der Tasche die Heimreise wieder antreten konnten. „Trainer Kurt Baluses hat vor den Spielen immer alle Räuchereien der Stadt abgefahren und es sprach sich eben schnell herum, dass es beim ESV gut zu essen geben würde“, wird dazu der ehemalige ESV-Ligaspieler (1946–1956) Fritz Hansen zitiert.
Eines der diversen Spiele gegen die Britische Militärauswahlmannschaft Schleswig-Holsteins endete am 2. Januar 1949 mit einem 10:2-Sieg des ESV.
Als Trainer debütierten in den 1940er Jahren beim Eckernförder SV die beiden späteren Bundesligatrainer Kurt Baluses und Fritz Langner – beide in der Saison 1945/46 als Spielertrainer, Eduard Krause als Spielertrainer 1947/48, der spätere Oberligatrainer Herbert Panse (möglicherweise als Spielertrainer) 1949 oder 1950 sowie nach einzelnen Angaben in Fußballarchiven als Spielertrainer auch der spätere Oberliga- und Zweite-Bundesliga-Trainer Kurt Krause.
Kein Debütant, sondern bereits Gaumeister-Trainer des Eimsbütteler TV war der Altinternationale (8 Länderspiele für Deutschland) und spätere Oberligatrainer Walter Risse, der zur schleswig-holsteinischen Endrunde 1948 vorübergehend das ESV-Traineramt übernahm. Ebenfalls kein Neuling, sondern bereits ein „sehr alter Hase“ im Trainergeschäft war auch Sepp Kretschmann, der bereits seit den 1920er Jahren diverse teilweise recht prominente Vereine trainiert hatte; das Training des ESV übernahm er in der Saison 1949/50 zusätzlich zum Traineramt bei Holstein Kiel, weil dort sein Trainertätigkeitsbereich aufgrund der Suspendierung Holsteins aus der Oberliga Nord (wegen des Einsetzens des nicht spielberechtigten Spielers Willy Hamann in der Vorsaison) arg geschrumpft war.
Der Aderlass an guten Spielern setzte bereits 1946 ein als Fritz Langner den Verein in Richtung Itzehoer SV verließ. Dorthin folgten 1947 bis 1949 Kurt Baluses, Kurt Krause, Kurt Lingnau und Ekkehard Kunkel – letzterer, soweit bekannt, ein „ESV-Eigengewächs“. In den Westen und hier insbesondere zum SuS Niederschelden zog es u. a. Eduard Krause und Gerhard Thiele; Herbert Panse ging 1947 zunächst nach Eimsbüttel zurück, kam nochmals 1949 oder 1950 kurz als Trainer oder Spielertrainer zum ESV und spielte anschließend in der Oberliga West beim TSG Vohwinkel 80, einem Vorgängerverein des Wuppertaler SV.

### Seit 1950
In der Saison 1950/51 keimte aufgrund erster Spielergebnisse erneut der Gedanke an das Erreichen der Oberligaaufstiegsrunde auf, zum Ende der Landesliga-Saison 1950/51 kam jedoch – nach abweichenden Angaben – nur der vierte oder fünfte Platz heraus. 1954 musste sich der ESV erst auf dem SHFV-Verbandstag im Juni in Eckernförde den Verbleib in der Landesliga erkämpfen. Bis 1956 verblieb der Verein in der Landesliga. Zwischen 1000 und 4000 zahlende Zuschauer hatten seit Mitte der 1940er Jahre die Heimspiele des ESV verfolgt. Dann folgte der Abstieg in die zunächst noch (bis 1963) drittklassige Bezirksliga. Seither ist der Verein dritt- bis sechstklassig. 1968 gehörte der ESV zu den Gründungsmitgliedern der neuen Landesliga Nord, die in den ersten 10 Jahren Verbandsliga Nord hieß.
Der Wiederaufstieg in die ursprünglich (1947) so benannte Landesliga Schleswig-Holstein, der heutigen Oberliga Schleswig-Holstein, gelang zum ersten Mal 1978 erst wieder, als diese inzwischen viertklassig war und gleichzeitig 1978/79 ihr Name in Verbandsliga Schleswig-Holstein geändert wurde. Zuvor war der Aufstieg zweimal – und insbesondere in der Aufstiegsrunde 1965 sehr knapp – verfehlt worden. Der obersten schleswig-holsteinischen Spielklasse gehörte der Verein in der Folgezeit von 1978 bis 1983, von 1990 bis 1991, von 1996 bis 1997, von 1999 bis 2002 an und war auch wieder für drei Saisons dabei, als die oberste Spielklasse des Landes 2008 unter dem Namen Schleswig-Holstein-Liga nach einer Ligareform Oberligastatus bekam. In der zweiten Saison qualifizierte sich der ESV als Tabellen-Siebenter für die Schleswig-Holsteinische Hallenmeisterschaft, wo er im Finalspiel gegen Holstein Kiel mit 0:3 verlor. Über 600 ESV-Fans waren mitgereist. Wieder Gründungsmitglied der Landesliga Schleswig wurde der ESV 2017, als nach einer weiteren Ligareform des SHFV eine neue Landesliga Schleswig-Holstein in zwei Staffeln zwischen der Oberliga Schleswig-Holstein und den vier Verbandsligen installiert wurde. Der Aufstieg in die Oberliga gelang 2019. In der anschließenden Saison hatte der Verein dann mächtig Massel gehabt, trotz seiner schlechtesten Saisonbilanz in der Vereinsgeschichte (mit nur einem Punkt aus den absolvierten 18 Spielen) nicht absteigen zu müssen: aufgrund der COVID-19-Pandemie wurde die Saison abgebrochen – es gab keine Absteiger. In der Folgesaison gab es immerhin drei Punkte aus den fünf absolvierten Spielen – bevor die Saison erneut abgebrochen wurde. In der Saison 2021/22 wurde der ESV Erster der Oberliga-Nordstaffel und in der anschließenden Meisterrunde Dritter.
Zwei der diversen Pokalspiele sind erwähnenswert: 1978 verlor der ESV nur knapp vor 2000 Zuschauern mit 1:2 gegen den damaligen Zweitligisten Holstein Kiel – Holstein war damit für die 1. DFB-Pokal-Hauptrunde qualifiziert. 2001 wurde der klassenhöhere VfR Neumünster nach einem 0:2-Pausenrückstand noch mit 7:3 bezwungen.
Stadtderbys auf Ligaebene gab es nur gegen TVA Eckernförde (mindestens 1941/42, 1942/43 und 1944/45, zuletzt auf Gauliganiveau), in der damals drittklassigen Bezirksliga gegen den VfR Eckernförde (1956/57, 1958/59 und 1961/62) sowie Eckernförde IF (1962/63).
Bekanntester Name dieser Vereinsepoche nach den 1950er Jahren dürfte wohl der von Manfred Medler sein: der gebürtige Eckernförder, der seine Karriere beim Eckernförder Männer-Turn-Verein (EMTV) begann, spielte von 1965 bis 1973 bei Holstein Kiel in der Regionalliga Nord. Den Eckernförder SV trainierte er von 1974 bis 1992 – 1974–1989 als Spielertrainer – und danach wiederholt (zuletzt im Jahr 2002) als Interimstrainer; außerdem fungierte Medler jahrzehntelang als Zweiter Vorsitzender des Vereins und war ab 2013 auch eine Zeit lang Vereinsvorsitzender.
Obgleich die meisten Spieler des ESV seit den 1950er Jahren nur von lokalem bis regionalem Interesse sind, sollen doch einige neben Medler erwähnt werden: Dietmar Baumann wechselte 1966 zum VfL Wolfsburg, war 2001/02 ESV-Trainer; Ottmar Gerlach neben Kay Wussow wohl der bekannteste Torwart des ESV, seit 1982 ESV-Torhüter, war über 20 Jahre lang Stammkeeper; Karl-Heinz Kluge: sein für 1974 geplanter Wechsel in den Profikader des FC St. Pauli scheiterte an einer aufgetretenen Sportverletzung; Jürgen Kuzniacki war vor seinem Wechsel zum ESV 1979 U-16-Nationalspieler von Schalke 04 und Spieler in der Zweiten Bundesliga bei Holstein Kiel; Axel Palenczat (Anfang 1960er bis Mitte 1970er Jahre) kehrte nach dem Scheitern in der Regionalligaaufstiegsrunde mit Schleswig 06 1966 nach einem Jahr zum ESV zurück; Karl-Heinz Warner (Ende 1950er Jahre bis Ende 1960er Jahre) wollte – obwohl talentiert genug – nicht in höherklassige Vereine wechseln – meistens in der Liberoposition eingesetzt, war er der einzige ESV-Spieler, der auf allen Positionen vom Tor bis zum Mittelstürmer auflief.

## Erfolge
- 1929 Aufstieg in die damalige Zweitklassigkeit
- 1937 Kreisklassenmeister der Kieler Staffel (damals dritthöchste Spielklasse), Aufstiegsspiele zur Bezirksliga
- 1941 Aufstieg in die Bezirksliga Schleswig-Holstein, der damals zweithöchsten Spielklasse hinter der Gauliga Nordmark
- 1944 Meister der Bezirksliga (bzw. Kreisgruppe) und Aufstieg in die erstklassige Gauliga Schleswig-Holstein
- 1946 Bezirksmeister (höchste Spielklasse) vor Holstein Kiel, Teilnahme an der Norddeutschen Fußballmeisterschaft scheiterte an einer Entscheidung des damals zuständigen Verbandes
- 1948 Meister der Staffel Nord der Landesliga (zweithöchste Spielklasse), Dritter der Landesmeisterschaft – gleichzeitig Aufstiegsvorrunde zur Oberliga Nord
- Einzug in die 1. NFV-Pokal-Hauptrunde 1952 und 1953[46]
- 1978, 1990, 1996, 1999, 2008, 2019 Aufstiege in die seit 1974 viertklassige, seit 1994 fünftklassige höchste Liga Schleswig-Holsteins, der zuerst so genannten Landesliga Schleswig-Holstein mit den Namen Verbandsliga Schleswig-Holstein (Aufstiege 1978–1999), Schleswig-Holstein-Liga (2008) und Oberliga Schleswig-Holstein (2019)

## Bekannte Spieler

### Fußball

#### 1920er und 1930er Jahre
- Werner Kuhnt – 1 Länderspiel für Deutschland, Auswahlspieler Berlin-Brandenburgs

#### 1940er und 1950er Jahre
- Alfred Adolph (Auswahlspieler Schleswig-Holsteins)
- Kurt Baluses (Auswahlspieler Ostpreußens und späterer Bundesligatrainer), spielte für den ESV auch Tischtennis[47]
- Fritz Hansen (Auswahlspieler Schleswig-Holsteins)
- Eduard Krause (DM-Endrundenspieler, Auswahlspieler Ostpreußens)
- Kurt Krause (Auswahlspieler Ostpreußens und des Baltenverbandes sowie späterer Oberliga- und Zweite-Bundesliga-Trainer)
- Ekkehard Kunkel (späterer Oberligaspieler und Trainer)
- Fritz Langner (Auswahlspieler Schlesiens und späterer Bundesligatrainer)
- Kurt Lingnau (Auswahlspieler Ostpreußens), spielte für den ESV auch Tischtennis[48]
- Gustav Lorenz (Auswahlspieler Schleswig-Holsteins)
- Herbert Panse (Auswahlspieler Nordmarks und des NFV, 1 Länderspiel für Deutschland, späterer Oberligatrainer)
- Gerhard Thiele (späterer Auswahlspieler Westfalens)

#### Spätere Zeit
- Manfred Medler, zuvor Regionalligaspieler (begann seine Karriere beim Eckernförder MTV)
- Jürgen Kuzniacki, zuvor Jugendnationalspieler und Spieler in der 2. Bundesliga
- Christopher Avevor, Fußballprofi 2010–2023, deutscher Jugend-Nationalspieler, 2004 bis 2006 beim ESV Jugendspieler (begann seine Karriere zuvor bei Eckernförde IF)[49]
- Kevin Schulz, späterer Regionalliga- und Dritte-Liga-Spieler, war zeitweise Jugendspieler des ESV (begann zuvor seine Karriere beim Eckernförder MTV)
- Ian-Prescott Claus, deutsch-US-amerikanischer Fußball- und Futsal-Spieler, deutscher Futsal-Nationalspieler, begann als Jugendlicher seine Karriere beim ESV

### Tischtennis
- Kurt Baluses (s. o.)
- Karin Holm, Tischtennisspielerin beim ESV, 1972 Jugendvizelandesmeisterin im Einzel und Bundesranglistenspielerin
- Kurt Lingnau (s. o.)

## Bekannte Trainer
- Werner Kuhnt? (angebl.[50] in 1930er/Anf. 1940er Jahre, wäre dann Trainerdebüt) – 1 Länderspiel für Deutschland
- Fritz Langner, 1945–1946, Spielertrainer, Trainerdebüt – späterer Bundesligatrainer u. a. bei Werder Bremen, TSV 1860 München und dem FC Schalke 04
- Kurt Baluses, 1946–1947 und n. A. auch 1953/54[51], Spielertrainer, Trainerdebüt – späterer Bundesligatrainer beim VfB Stuttgart
- Eduard Krause, 1947/48, Spielertrainer, Trainerdebüt – DM-Endrundenspieler vom VfB Königsberg
- Kurt Krause?[52], (Spielertrainer, wäre dann Trainerdebüt) – späterer Oberliga- und Zweite-Bundesliga-Trainer u. a. beim FC St. Pauli
- Walter Risse, interimsweise im Mai 1948[53] – 8 Länderspiele für Deutschland, späterer Oberligatrainer u. a. beim FC St. Pauli
- Herbert Panse, 1949 oder 1950, Trainer oder Spielertrainer, Trainerdebüt – 1 Länderspiel für Deutschland, späterer Oberligatrainer bei Altona 93
- Sepp Kretschmann, 1949/50[54] – Gauliga- und Oberligatrainer u. a. bei Borussia Dortmund, Werder Bremen, Bayer 04 Leverkusen und Holstein Kiel
- Atze Bornemann, 1970/71 (in einzelnen Spielen des ESV auch Spieler) – zuvor Oberligaspieler bei Holstein Kiel und Regionalligaspieler beim VfB Lübeck
- Manfred Medler, 1974–1992 und u. a. 2002, Spielertrainer bis 1989 – zuvor Regionalligaspieler bei Holstein Kiel

## Sonstige Personen
- William Asbury, Schirmherr des ESV 1948 ff.
- Hanns Schoberth, Mannschaftsarzt des ESV 1977 ff.

## Ligazugehörigkeit und Saisonbilanzen

### Ligazugehörigkeit im Überblick
| Zeitraum          | Liganame | Ligaebene    |
| ----------------- | --- | ------------ |
| 1923/24 – 1928/29 | Klasse mit unterschiedlichen Namen, u. a. 2. Kreisliga – Staffel Kiel                                                                            | drittklassig |
| 1929/30 – 1932/33 | Klasse mit unterschiedlichen Namen, u. a. 1. Kreisliga – Staffel Kiel                                                                            | zweitklassig |
| 1933/34 – 1940/41 | Klasse mit unterschiedlichen Namen, u. a. 1. Kreisliga – Staffel Kiel                                                                            | drittklassig |
| 1941/42           | Bezirksliga Schleswig-Holstein (auch Bezirksklasse genannt), „Weststaffel“                                                                       | zweitklassig |
| 1942/43 – 1943/44 | Bezirksliga SH (offiziell: Kreisgruppe), Staffel „C“ (42/43), Staffel „B“ (43/44)                                                                | zweitklassig |
| 1944/45           | Gauliga Schleswig-Holstein (offiziell: Sportbereichsklasse) (anschl. Teilnahme der KSG Eckernförde an der Gauliga SH, Staffel Kiel)              | erstklassig  |
| 1945/46           | Bezirksmeisterschaft SH Ost A, auch A-Klasse genannt                                                                                             | erstklassig  |
| 1946/47           | Bezirksmeisterschaft, auch Erste Klasse genannt, mit anschl. Ausspielung der Landesmeisterschaft (höchster Wettbewerb) und des Oberligaaufstiegs | erstklassig  |
| 1947/48           | Landesliga SH, Staffel Nord | zweitklassig |
| 1948/49 – 1955/56 | Landesliga Schleswig-Holstein (1953–1968 offiziell: 1. Amateurliga), die heutige Oberliga Schleswig-Holstein                                     | zweitklassig |
| 1956/57 – 1962/63 | Bezirksliga SH Ost (offiziell: 2. Amateurliga)                                                                                                   | drittklassig |
| 1963/64 – 1967/68 | Bezirksliga SH Ost (offiziell: 2. Amateurliga)                                                                                                   | viertklassig |
| 1968/69 – 1973/74 | Verbandsliga SH, Staffel Nord | viertklassig |

| Zeitraum          | Liganame | Ligaebene     |
| ----------------- | --- | ------------- |
| 1974/75 – 1977/78 | Verbandsliga SH, Staffel Nord | fünftklassig  |
| 1978/79 – 1982/83 | Verbandsliga Schleswig-Holstein, die heutige Oberliga Schleswig-Holstein (Namenstausch zwischen bish. Landesliga u. bish. Verbandsliga) | viertklassig  |
| 1983/84 – 1989/90 | Landesliga SH, Staffel Nord | fünftklassig  |
| 1990/91           | Verbandsliga Schleswig-Holstein | viertklassig  |
| 1991/92 – 1993/94 | Landesliga SH, Staffel Nord | fünftklassig  |
| 1994/95 – 1995/96 | Landesliga SH, Staffel Nord | sechstklassig |
| 1996/97           | Verbandsliga Schleswig-Holstein | fünftklassig  |
| 1997/98 – 1998/99 | Landesliga SH, Staffel Nord | sechstklassig |
| 1999/2000–2001/02 | Verbandsliga Schleswig-Holstein | fünftklassig  |
| 2002/03 – 2007/08 | Bezirksoberliga SH, Staffel Ost | sechstklassig |
| 2008/09 – 2010/11 | Schleswig-Holstein-Liga, die heutige Oberliga Schleswig-Holstein                                                                        | fünftklassig  |
| 2011/12 – 2016/17 | Verbandsliga SH Nord-Ost | sechstklassig |
| 2017/18 – 2018/19 | Landesliga SH, Staffel Schleswig | sechstklassig |
| 2019/20 – 2024/25 | Oberliga Schleswig-Holstein | fünftklassig  |
| 2025/26 –         | Landesliga SH, Staffel Schleswig | sechstklassig |

### Saisonbilanzen ab 1943/44 im Einzelnen
Zur Ansicht der Tabelle rechts auf [Ausklappen] drücken.
| Spielzeit (blau=Saisonartikel) | Liga                                                                     | Ligaebene                                              | Platzierung                        | Tore  | Punkte | Anmerkungen |
| 1943/44                        | Bezirksliga Schleswig-Holstein offiziell: Kreisgruppe, Staffel B         | 2                                                      | 1. Platz                           | …     | …      | punktegleich vor Flensburg 08, erst das dritte Heimspiel (5:2) gegen 08 zählte; nach Aufstiegsspielrunde Aufstieg in die Gauliga                                                                                                 |
| 1944/45                        | Gauliga Schleswig-Holstein : offiziell: Sportbereichsklasse              | 1                                                      | 5. Platz bei Spielbetriebsabbruch  | 6:6   | 2:2    | kriegsbedingt wurde die Saison danach abgebrochen; anschl. Teiln. der KSG Eckernförde aus ESV und TVA an der sog. Gauliga SH, Staffel Kiel mit Umlandteams – ebenfalls abgebr.                                                   |
| 1945/46                        | Bezirksmeisterschaft SH Ost A (Anm. s. o.) auch: A-Klasse genannt        | 1                                                      | 1. Platz                           | 25:5  | 11:1   | wäre damit eigentlich für die Norddeutsche Meisterschaft qualifiziert gewesen |
| 1946/47                        | Landesmeisterschaft Schleswig-Holstein                                   | 1                                                      | -                                  | -     | -      | in der Vorrunde der Endrunde gegen TSV Brunsbüttelkoog 2:4 ausgeschieden; zuvor für die Endrunde qualifiziert auf Bezirksebene (Bezirksmeisterschaft bzw. Erste Klasse)                                                          |
| 1947/48                        | Landesliga Schleswig-Holstein, Staffel Nord                              | 2                                                      | 1. Platz                           | 53:22 | 27:9   | qualifiziert für die eingleisige Landesliga 1948/49; in der anschl. Endrunde um die schlesw.-holsteinische Meisterschaft Platz 3                                                                                                 |
| 1948/49                        | Landesliga Schleswig-Holstein, die heutige Oberliga Schleswig-Holstein   | 2                                                      | 6. Platz                           | 42:41 | 22:22  | |
| 1949/50                        | Landesliga Schleswig-Holstein                                            | 2                                                      | 6. Platz                           | 37:40 | 23:21  | |
| 1950/51                        | Landesliga Schleswig-Holstein                                            | 2                                                      | 4. Platz                           | 43:39 | 26:18  | nach der im Deutschen Fußballarchiv veröffentlichten Abschlusstabelle |
| 1951/52                        | Landesliga Schleswig-Holstein                                            | 2                                                      | 10. Platz                          | 61:74 | 26:34  | |
| 1952/53                        | Landesliga Schleswig-Holstein                                            | 2                                                      | 11. Platz                          | 67:85 | 27:33  | |
| 1953/54                        | Landesliga Schleswig-Holstein                                            | 2                                                      | 13. Platz                          | 53:73 | 26:34  | aufgrund der Aufstockung der Landesliga 1954/55 wurde das Entscheidungsspiel um den dritten Absteiger zwischen ESV und Kilia Kiel gegenstandslos                                                                                 |
| 1954/55                        | Landesliga Schleswig-Holstein                                            | 2                                                      | 10. Platz                          | 63:74 | 34:34  | ab dieser Saison hieß die Liga offiziell 1. Amateurliga; die Bezeichnung als Landesliga blieb aber – auch in SHFV- und Zeitungspublikationen – gebräuchlich                                                                      |
| 1955/56                        | Landesliga Schleswig-Holstein                                            | 2                                                      | 16. Platz                          | 37:75 | 18:46  | Abstieg in die Bezirksliga |
| 1956/57                        | Bezirksliga Schleswig-Holstein Ost, Eiderstaffel                         | 3                                                      | 5. Platz                           | 63:38 | 32:20  | offiziell hieß die Bezirksliga 2. Amateurliga; analog zur Landesliga blieb die Bezeichnung Bezirksliga gebräuchlich |
| 1957/58                        | Bezirksliga SH Ost, Fördestaffel                                         | 3                                                      | 10. Platz                          | 53:51 | 25:31  | |
| 1958/59                        | Bezirksliga SH Ost, Eiderstaffel                                         | 3                                                      | 6. Platz                           | 55:38 | 33:27  | |
| 1959/60                        | Bezirksliga SH Ost, Eiderstaffel                                         | 3                                                      | 8. Platz                           | 50:63 | 28:32  | |
| 1960/61                        | Bezirksliga SH Ost, Eiderstaffel                                         | 3                                                      | 9. Platz                           | 59:65 | 29:31  | |
| 1961/62                        | Bezirksliga SH Ost, Eiderstaffel                                         | 3                                                      | 7. Platz                           | 55:55 | 31:29  | |
| 1962/63                        | Bezirksliga SH Ost, Fördestaffel                                         | 3                                                      | 6. Platz                           | 72:58 | 31:29  | |
| 1963/64                        | Bezirksliga SH Ost, Eiderstaffel                                         | 4 (durch Gründung der Bundesliga)                      | 9. Platz                           | 56:55 | 26:32  | |
| 1964/65                        | Bezirksliga SH Ost, Fördestaffel                                         | 4                                                      | 2. Platz                           | 87:40 | 46:14  | in der Aufstiegsspielrunde 1965 zur Landesliga gescheitert |
| 1965/66                        | Bezirksliga SH Ost, Fördestaffel                                         | 4                                                      | 9. Platz                           | 54:49 | 26:34  | |
| 1966/67                        | Bezirksliga SH Ost, Eiderstaffel                                         | 4                                                      | 2. Platz                           | 71:59 | 38:22  | In der Aufstiegsspielrunde 1967 zur Landesliga gescheitert |
| 1967/68                        | Bezirksliga SH Ost, Fördestaffel                                         | 4                                                      | 5. Platz                           | 67:59 | 38:22  | qualifiziert für den Aufstieg in die neue Verbandsliga Nord |
| 1968/69                        | Verbandsliga Schleswig-Holstein, Staffel Nord                            | 4                                                      | 11. Platz                          | 57:64 | 26:34  | diese Liga hieß ab 1978/79 Landesliga |
| 1969/70                        | Verbandsliga SH, Staffel Nord                                            | 4                                                      | 4. Platz                           | 61:60 | 33:27  | |
| 1970/71                        | Verbandsliga SH, Staffel Nord                                            | 4                                                      | 11. Platz                          | 52:53 | 25:35  | |
| 1971/72                        | Verbandsliga SH, Staffel Nord                                            | 4                                                      | 8. Platz                           | 56:50 | 28:32  | |
| 1972/73                        | Verbandsliga SH, Staffel Nord                                            | 4                                                      | 5. Platz                           | 55:45 | 32:28  | |
| 1973/74                        | Verbandsliga SH, Staffel Nord                                            | 4                                                      | 4. Platz                           | 61:36 | 37:23  | |
| 1974/75                        | Verbandsliga SH, Staffel Nord                                            | 5 (durch Gründung der 2. Bundesliga)                   | 3. Platz                           | 73:32 | 40:20  | |
| 1975/76                        | Verbandsliga SH, Staffel Nord                                            | 5                                                      | 4. Platz                           | 57:42 | 36:24  | |
| 1976/77                        | Verbandsliga SH, Staffel Nord                                            | 5                                                      | 3. Platz                           | 62:33 | 40:20  | |
| 1977/78                        | Verbandsliga SH, Staffel Nord                                            | 5                                                      | 1. Platz                           | 60:19 | 44:16  | Aufstieg in die Verbandsliga Schleswig-Holstein |
| 1978/79                        | Verbandsliga Schleswig-Holstein, die heutige Oberliga Schleswig-Holstein | 4                                                      | 6. Platz                           | 56:54 | 32:28  | Namenstausch zwischen bisheriger Verbandsliga und bisheriger Landesliga, die inzwischen auch offiziell wieder so hieß |
| 1979/80                        | Verbandsliga Schleswig-Holstein                                          | 4                                                      | 10. Platz                          | 38:47 | 29:31  | |
| 1980/81                        | Verbandsliga Schleswig-Holstein                                          | 4                                                      | 9. Platz                           | 50:59 | 27:33  | |
| 1981/82                        | Verbandsliga Schleswig-Holstein                                          | 4                                                      | 9. Platz                           | 43:48 | 30:30  | |
| 1982/83                        | Verbandsliga Schleswig-Holstein                                          | 4                                                      | 15. Platz                          | 35:62 | 18:42  | Abstieg in die Landesliga |
| 1983/84                        | Landesliga Schleswig-Holstein, Staffel Nord                              | 5                                                      | 5. Platz                           | 59:45 | 34:26  | |
| 1984/85                        | Landesliga SH, Staffel Nord                                              | 5                                                      | 9. Platz                           | 47:52 | 29:31  | |
| 1985/86                        | Landesliga SH, Staffel Nord                                              | 5                                                      | 13. Platz                          | 38:49 | 25:35  | |
| 1986/87                        | Landesliga SH, Staffel Nord                                              | 5                                                      | 4. Platz                           | 66:44 | 32:28  | |
| 1987/88                        | Landesliga SH, Staffel Nord                                              | 5                                                      | 7. Platz                           | 53:43 | 33:27  | |
| 1988/89                        | Landesliga SH, Staffel Nord                                              | 5                                                      | 7. Platz                           | 44:47 | 28:32  | |
| 1989/90                        | Landesliga SH, Staffel Nord                                              | 5                                                      | 1. Platz                           | 61:27 | 41:19  | Aufstieg in die Verbandsliga |
| 1990/91                        | Verbandsliga Schleswig-Holstein                                          | 4                                                      | 15. Platz                          | 32:70 | 17:43  | Abstieg in die Landesliga |
| 1991/92                        | Landesliga Schleswig-Holstein, Staffel Nord                              | 5                                                      | 5. Platz                           | 70:38 | 42:18  | nur einen Punkt hinter dem Meister Wiker SV und punktegleich mit dem Zweiten Holstein Kiel II |
| 1992/93                        | Landesliga SH, Staffel Nord                                              | 5                                                      | 12. Platz                          | 36:38 | 27:33  | |
| 1993/94                        | Landesliga SH, Staffel Nord                                              | 5                                                      | 9. Platz                           | 30:36 | 27:33  | |
| 1994/95                        | Landesliga SH, Staffel Nord                                              | 6 (durch Gründung der Oberliga Hamburg/Schl.-Holstein) | 6. Platz                           | 37:34 | 33:27  | |
| 1995/96                        | Landesliga SH, Staffel Nord                                              | 6                                                      | 1. Platz                           | 69:27 | 65     | Aufstieg in die Verbandsliga |
| 1996/97                        | Verbandsliga Schleswig-Holstein                                          | 5                                                      | 14. Platz                          | 31:65 | 21     | Abstieg in die Landesliga |
| 1997/98                        | Landesliga Schleswig-Holstein, Staffel Nord                              | 6                                                      | 9. Platz                           | 54:45 | 42     | |
| 1998/99                        | Landesliga SH, Staffel Nord                                              | 6                                                      | 2. Platz                           | 67:36 | 65     | Aufstieg in die Verbandsliga Entscheidungsspiele gegen den FC Dornbreite Lübeck wurden durch den Verzicht von Phönix Lübeck gegenstandslos                                                                                       |
| 1999/2000                      | Verbandsliga Schleswig-Holstein                                          | 5                                                      | 9. Platz                           | 38:58 | 34     | |
| 2000/01                        | Verbandsliga Schleswig-Holstein                                          | 5                                                      | 9. Platz                           | 39:63 | 29     | |
| 2001/02                        | Verbandsliga Schleswig-Holstein                                          | 5                                                      | 15. Platz                          | 44:77 | 19     | Abstieg in die Bezirksoberliga |
| 2002/03                        | Bezirksoberliga Schleswig-Holstein, Staffel Ost                          | 6                                                      | 5. Platz                           | 78:51 | 59     | |
| 2003/04                        | Bezirksoberliga SH, Staffel Ost                                          | 6                                                      | 2. Platz                           | 80:37 | 69     | |
| 2004/05                        | Bezirksoberliga SH, Staffel Ost                                          | 6                                                      | 8. Platz                           | 66:64 | 45     | |
| 2005/06                        | Bezirksoberliga SH, Staffel Ost                                          | 6                                                      | 6. Platz                           | 69:68 | 41     | |
| 2006/07                        | Bezirksoberliga SH, Staffel Ost                                          | 6                                                      | 9. Platz                           | 67:57 | 43     | |
| 2007/08                        | Bezirksoberliga SH, Staffel Ost                                          | 6                                                      | 1. Platz                           | 62:37 | 56     | Aufstieg in die Schleswig-Holstein-Liga |
| 2008/09                        | Schleswig-Holstein-Liga, die heutige Oberliga Schleswig-Holstein         | 5                                                      | 12. Platz                          | 47:71 | 40     | nach Ligareform jetzt im Status einer Oberliga |
| 2009/10                        | Schleswig-Holstein-Liga                                                  | 5                                                      | 7. Platz                           | 51:57 | 51     | |
| 2010/11                        | Schleswig-Holstein-Liga                                                  | 5                                                      | 17. Platz                          | 30:80 | 21     | Abstieg in die Verbandsliga SH |
| 2011/12                        | Verbandsliga Schleswig-Holstein Nord-Ost                                 | 6                                                      | 4. Platz                           | 66:42 | 55     | das zunächst am „grünen Tisch“ für den ESV gewertete Spiel bei Inter Türkspor Kiel wurde nach Saisonende für Türkspor umgewertet                                                                                                 |
| 2012/13                        | Verbandsliga Schleswig-Holstein Nord-Ost                                 | 6                                                      | 10. Platz                          | 39:50 | 39     | |
| 2013/14                        | Verbandsliga Schleswig-Holstein Nord-Ost                                 | 6                                                      | 4. Platz                           | 52:27 | 52     | Abzug von drei Punkten |
| 2014/15                        | Verbandsliga Schleswig-Holstein Nord-Ost                                 | 6                                                      | 2. Platz                           | 63:34 | 56     | Aufstiegsrunde um den Platz eines eventuellen weiteren Aufsteigers wurde gegenstandslos |
| 2015/16                        | Verbandsliga Schleswig-Holstein Nord-Ost                                 | 6                                                      | 11. Platz                          | 45:61 | 36     | |
| 2016/17                        | Verbandsliga Schleswig-Holstein Nord-Ost                                 | 6                                                      | 7. Platz                           | 54:51 | 42     | zum Saisonende Ligareform in Schleswig-Holstein: ESV qualifiziert für den Aufstieg in die neue zweigleisige Landesliga, Staffel: Schleswig                                                                                       |
| 2017/18                        | Landesliga Schleswig-Holstein, Staffel Schleswig                         | 6                                                      | 12. Platz                          | 53:65 | 31     | |
| 2018/19                        | Landesliga Schleswig-Holstein, Staffel Schleswig                         | 6                                                      | 2. Platz                           | 70:42 | 57     | Aufstieg in die Oberliga Schleswig-Holstein |
| 2019/20                        | Oberliga Schleswig-Holstein                                              | 5                                                      | 16. Platz bei Spielbetriebsabbruch | 20:69 | 1      | Aufgrund der COVID-19-Pandemie Spielbetrieb abgebrochen; keine Absteiger |
| 2020/21                        | Oberliga Schleswig-Holstein, Staffel Nord                                | 5                                                      | 7. Platz bei Spielbetriebsabbruch  | 8:12  | 3      | Pandemiebedingte OL-Aufteilung in zwei Staffeln (mit geplanter anschl. Meister- und Abstiegsrunde); Spielbetrieb erneut abgebrochen; keine Auf- und Absteiger; in der nach Quotientenregelung errechneten Gesamttabelle Platz 15 |
| 2021/22 I                      | Oberliga Schleswig-Holstein, Staffel Nord                                | 5                                                      | 1. Platz                           | 23:11 | 28     | erneute OL-Aufteilung in zwei Staffeln analog zur Vorsaison; qualifiziert für die anschließende Meisterrunde |
| 2021/22 II                     | Oberliga Schleswig-Holstein, Meisterrunde, auch: Aufstiegsrunde          | 5                                                      | 3. Platz                           | 27:20 | 25     | Ergebnisübernahme der Spiele gegen die drei Mitqualifikanten aus der Staffel Nord |
| 2022/23                        | Oberliga Schleswig-Holstein                                              | 5                                                      | 7. Platz                           | 59:58 | 48     | |
| 2023/24                        | Oberliga Schleswig-Holstein                                              | 5                                                      | 6. Platz                           | 59:52 | 48     | |
| 2024/25                        | Oberliga Schleswig-Holstein                                              | 5                                                      | 13. Platz                          | 53:68 | 32     | Abstieg in die Landesliga Schleswig-Holstein, Staffel Schleswig (noch Tabellenfünfter nach der Hinrunde) |
| 2025/26                        | Landesliga Schleswig-Holstein, Staffel Schleswig                         | 6                                                      |                                    |       |        | |
| ------------------------------ | ------------------------------------------------------------------------ | ------------------------------------------------------ | ---------------------------------- | ----- | ------ | --- |